# Rhinella spinulosa papillosa
El sapo de papilas o sapo de verrugas (Rhinella spinulosa papillosa) es una de las subespecies en que se divide la especie Rhinella spinulosa, del género de anfibios bufónidos Rhinella. Este anuro de tamaño mediano-grande y hábitos terrestres habita en valles, montañas y estepas áridas en el sur del Cono Sur de Sudamérica. 

## Taxonomía
Descripción original
Este taxón fue descrito originalmente en el año 1902 por el sabio y naturalista alemán, radicado en Chile, Rodolfo Amando Philippi, con el nombre científico de Bufo papillosus.
Ejemplares nomenclaturales
De acuerdo con la publicación original, los sintipos se habrían depositado en el Museo Nacional de Historia Natural de Chile (MNHNC); probablemente se hayan perdido, según el herpetólogo ítalo-argentino José Miguel Alfredo María Cei.
Localidad tipo
La localidad tipo referida es: “alta cordillera que separa la provincia chilena de Cautín, de la Patagonia’’. Esto es en algún lugar de la cordillera de los Andes que divide por el oriente a la Argentina (departamento Aluminé, Neuquén), de Chile al poniente (Región de La Araucanía).
Etimología
Etimológicamente, el término genérico Rhinella significa 'nariz pequeña'; se construye con las palabras: rhino- (ῥῑνο-), la forma combinada del griego antiguo rhis (ῥίς) que significa ‘nariz’ y el sufijo diminutivo en latín -ella. El epíteto específico spinulosa viene de dicha palabra en latín, la que significa: ‘con muchas pequeñas espinas’, haciendo alusión así a la piel de esta especie. El epíteto subespecífico papillosa deriva de la palabra en latín para definir al ‘pezón’, aludiendo a la forma de las espinas queratinosas que tiene en la piel del dorso este animal, la que es extremadamente granulo-verrugosa.

### Historia taxonómica y relaciones filogenéticas
Desde su descripción, la taxonomía del taxón Rhinella spinulosa papillosa ha sufrido constantes cambios, tanto en su consideración genérica como en su ubicación específica o subespecífica. 
En el año 1923, F. Nieden lo consideró un nomen dubium. Los herpetólogos José Cei y Roberto Donoso-Barros consideron a esta forma un sinónimo de Bufo spinulosus rubropuntatus. En el año 1965 José María Gallardo lo trató como una subespecie de Bufo spinulosus, debido a similitudes morfológicas y ecológicas que presentan ambas formas. R. spinulosa es un anfibio descrito originalmente en el año 1834 por el zoólogo alemán Arend Friedrich August Wiegmann, empleando ejemplares del Perú.
En el año 1980, Cei concuerda en tratarlo como una subespecie patagónica del sapo espinoso andino-altiplánico.
Durante las siguientes décadas, R. s. papillosa fue tratada como una especie plena o como una subespecie del sapo espinoso. En el año 2003, A. Veloso y H. Núñez retoman la consideración subespecífica para este taxón respecto a Bufo spinulosus. En el año 2015, UICN lo consideró también como una subespecie austral de Rhinella spinulosa.

## Características y hábitos
Rhinella spinulosa papillosa es un taxón de tamaño mediano-grande y hábitos terrestres. Posee cabeza ancha y redondeada, hocico corto y abultado, tímpano visible, no presenta crestas cefálicas, glándulas parótidas pequeñas y redondeadas y piel verrugosa.
Se ha reportado un ejemplar de este anfibio infectado con el hongo quítrido de los anfibios (Batrachochytrium dendrobatidis).

## Distribución y hábitat
El sapo espinoso patagónico habita en valles, montañas y estepas semiáridas así como en la franja de transición estepa-bosque, con asociaciones de Austrocedrus y Nothofagus antarctica, mayormente al oriente de la Cordillera de los Andes en la Patagonia argentina, siendo discutido el real alcance de su presencia en Chile.
En la Argentina este anfibio se distribuye en la Patagonia, en las provincias de: Neuquén, Río Negro, Chubut y posiblemente el noroeste de Santa Cruz. Para los herpetólogos A. Veloso y H. Núñez, la distribución de esta subespecie es de gran extensión en los territorios andinos y extraandinos argentinos (al sur de las cuencas de los ríos Agrio-Neuquén) y sólo alcanzaría a penetrar marginalmente en los vecinos distritos cordilleranos chilenos de la Región de Los Lagos. En el año 1968, F. Silva, A. Veloso, J. Solervicens y J. C. Ortiz reportan a Bufo spinulosus en el Parque nacional Vicente Pérez Rosales (Región de Los Lagos), localidad que por distribución correspondería al taxón papillosus. En ese mismo año Cei lo indica en Chile desde la localidad de Curacautín (Región de La Araucanía) hacia el sur.
En el año 1988, A. Veloso y J. Navarro indican que Bufo papillosus en Chile se distribuye desde la Región de la Araucanía hasta la de Aysén. En el año 2003, Helen Díaz-Páez y J. C. Ortiz indican su presencia entre las regiones del Maule y de Los Lagos.
En el año 2006, Irma Vila, Carlos Ramírez, Alberto Veloso y Roberto Schlatter definen su distribución chilena desde la laguna del Maule (en la región homónima) hasta Aysén.
R. Moreno y H. Ibarra-Vidal publican un ejemplar ingresado, como Bufo papillosus, a las colecciones del Museo del Mar, Universidad Arturo Prat, Iquique, colectado en el Parque nacional Laguna del Laja (Región del Biobío). Herman Núñez y Carlos Garin concluyen en cambio que la única localidad cierta en Chile es la cordillera de Cautín. En el año 2011, Claudio Correa, Javiera Cisternas y Marjorie Correa-Solís afirman que no hay registros en la literatura de sapos espinosos en localidades de Chile que estén más al sur que Chiloé.
Debido a la falta de consenso para precisar su localidad tipo y su rango de distribución en Chile, además de que ha perdido fuerza su tratamiento específico independiente, se ha propuesto que sea eliminada del catálogo de especies de anfibios de ese país.

## Conservación
Para Argentina
En el año 2012, los evaluadores Néstor Basso, Liza Martinazzo y Carmen Úbeda clasificaron a Rhinella spinulosa papillosa como un taxón “No Amenazado” en la Argentina.
Para Chile
En el año 1988, A. Glade clasificó a este taxón para Chile en la categoría de “Rara”. En el año 1995, R. Formas también lo clasificó para Chile en la categoría de “Rara”. En el año 1997, H. Núñez, V. Maldonado y R. Pérez lo clasificaron para Chile en la categoría de “Vulnerable”. En el año 2003, Helen Díaz-Páez y J. C. Ortiz lo clasificaron para Chile en la categoría de “Fuera de Peligro”. En el año 2006, Irma Vila, Carlos Ramírez, Alberto Veloso y Roberto Schlatter indican que su estado de conservación es LC (preocupación menor). Herman Núñez y Carlos Garin le asignaron para Chile la categoría de conservación: “Rara”, según el reglamento de clasificación de especies silvestres (RCE).